# Ickleton
Ickleton est une paroisse civile et un village du Cambridgeshire, en Angleterre.